# Tui (déesse)
Tui serait selon certains astronomes une déesse chinoise du bonheur, de la joie et de l'eau. Son nom a été attribué à une région de Titan, satellite naturel de Saturne (Tui Regio).